# Sega Master System

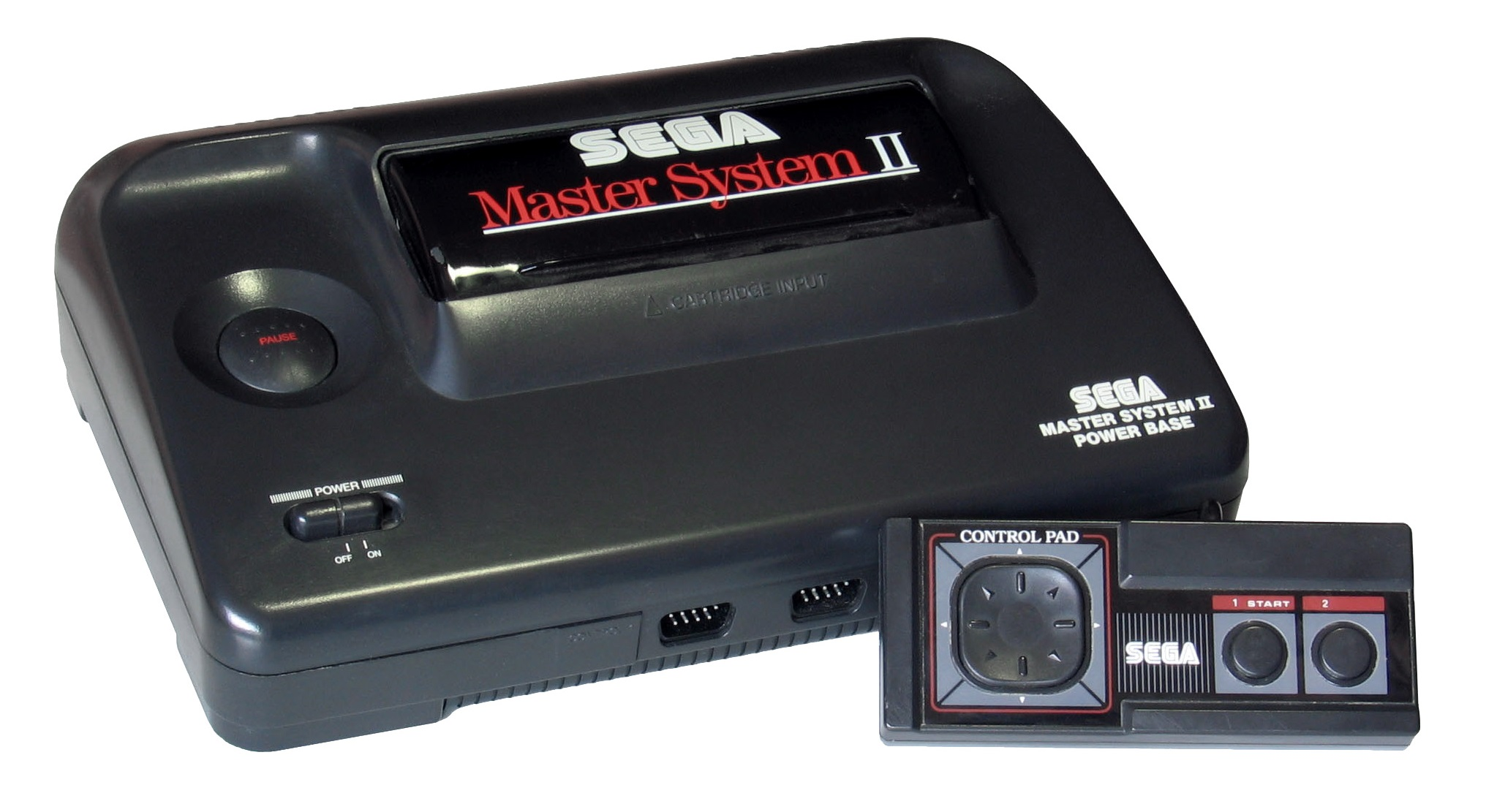
Sega Master System II

Sega Master System je 8bitová herní konzole vydaná firmou Sega v roce 1986. Její originální japonské jméno bylo Sega Mark III, ale Master System se v Japonsku také používalo. Na Evropském trhu byl její prodej díky její velké dostupnosti srovnatelný s jejím hlavním konkurentem, firmou Nintendo, ale příliš neuspěla na severoamerickém a japonském trhu. Master System vyšel jako přímý konkurent NES ve třetí generaci herních konzolí. Sega Master System II z roku 1990 byla zmenšená verze, bez slotu na karty. Její nástupce Sega Game Gear je kapesní konzole Master System a Sega Mega Drive.

## Hardware
Neobvyklá vlastnost Master Systemu byl dvojitý vstup pro média, vstupy byly na kazety ze shora a na karty ze předu. Vstup na karty používal malé karty, menší než kreditní karty, podobně jako PC Engine/TurboGrafx-16. Kazety měly mnohem vyšší kapacitu, zatímco karty byly o dost menší a používaly se pro levnější hry. 3D brýle se připojovaly pomocí kartového vstupu, a umožnily tak 3D efekty pro speciálně navržené kazetové hry. Tímto způsobem oba vstupy pracovaly dohromady. Vstup na karty byl odstraněn u Master System II, a používal pouze kazety, to pomohlo snížit cenu výroby. Jelikož byly karty nepopulární vyšlo na nich jen pár her, většina z nich poté vyšlo i jako kazety. Ve vývoji byla také disketová mechanika pro Mega Drive ale nikdy nevešla do prodeje.

## Příslušenství

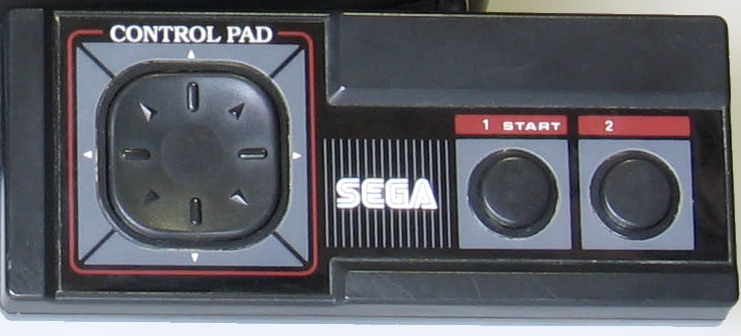
Ovladač

Master System ovladač měl jen 2 tlačítka, jedno vykonává funkci Start tlačítka, pause tlačítko je přímo na konzole. Ovladač používá 9-pin konektor a může být propojen i s konzolemi: SEGA MegaDrive (Genesis), Atari 2600, Commodore Amiga, Atari ST, Commodore 64, Amstrad CPC či ZX Spectrum.

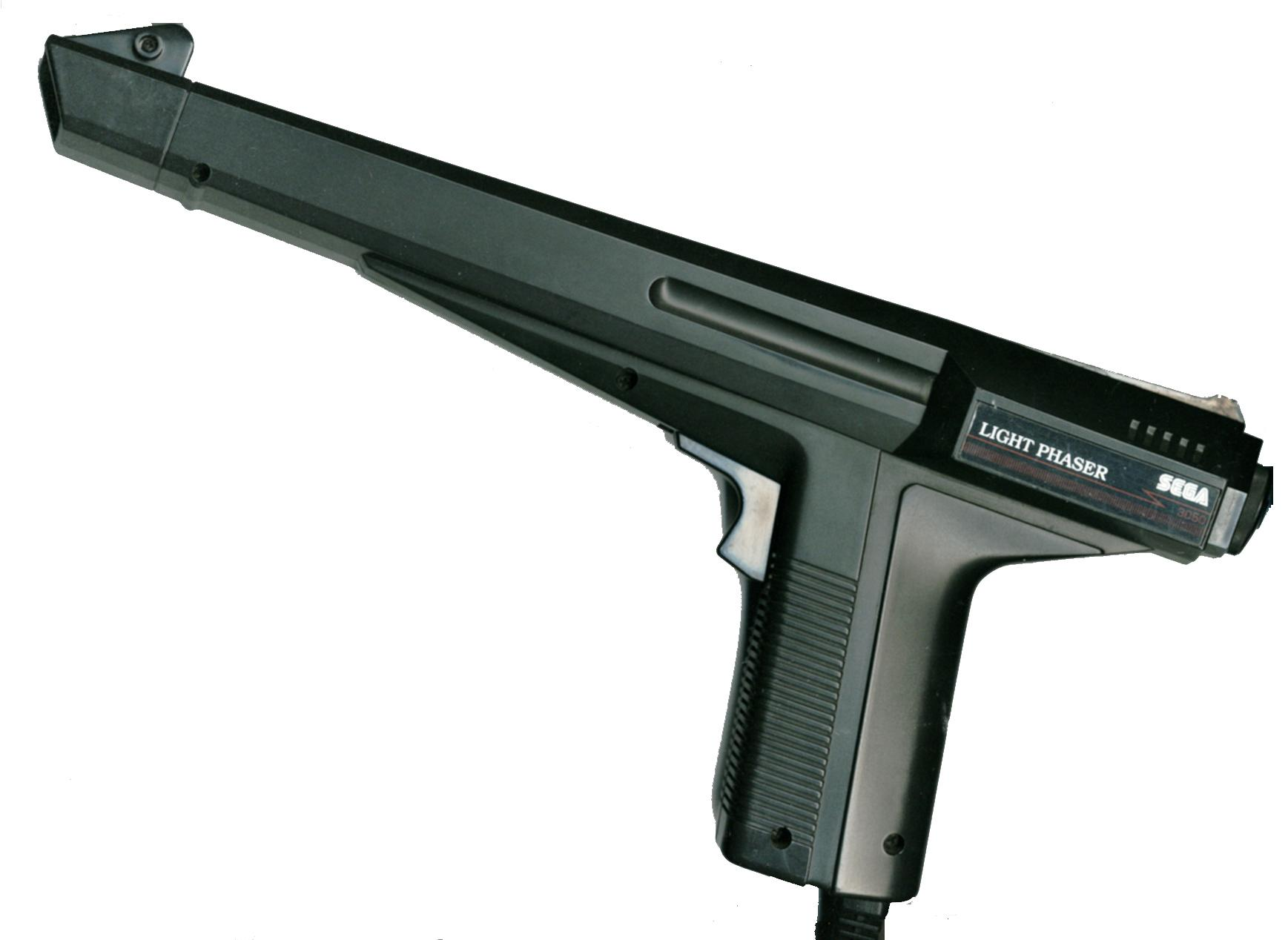
Light Phaser

The Light Phaser byla světelná pistole vytvořená pro Master System, byla těžší než její protějšek Nintendo Zapper. Měla více citlivou spoušť a přesnější míření.

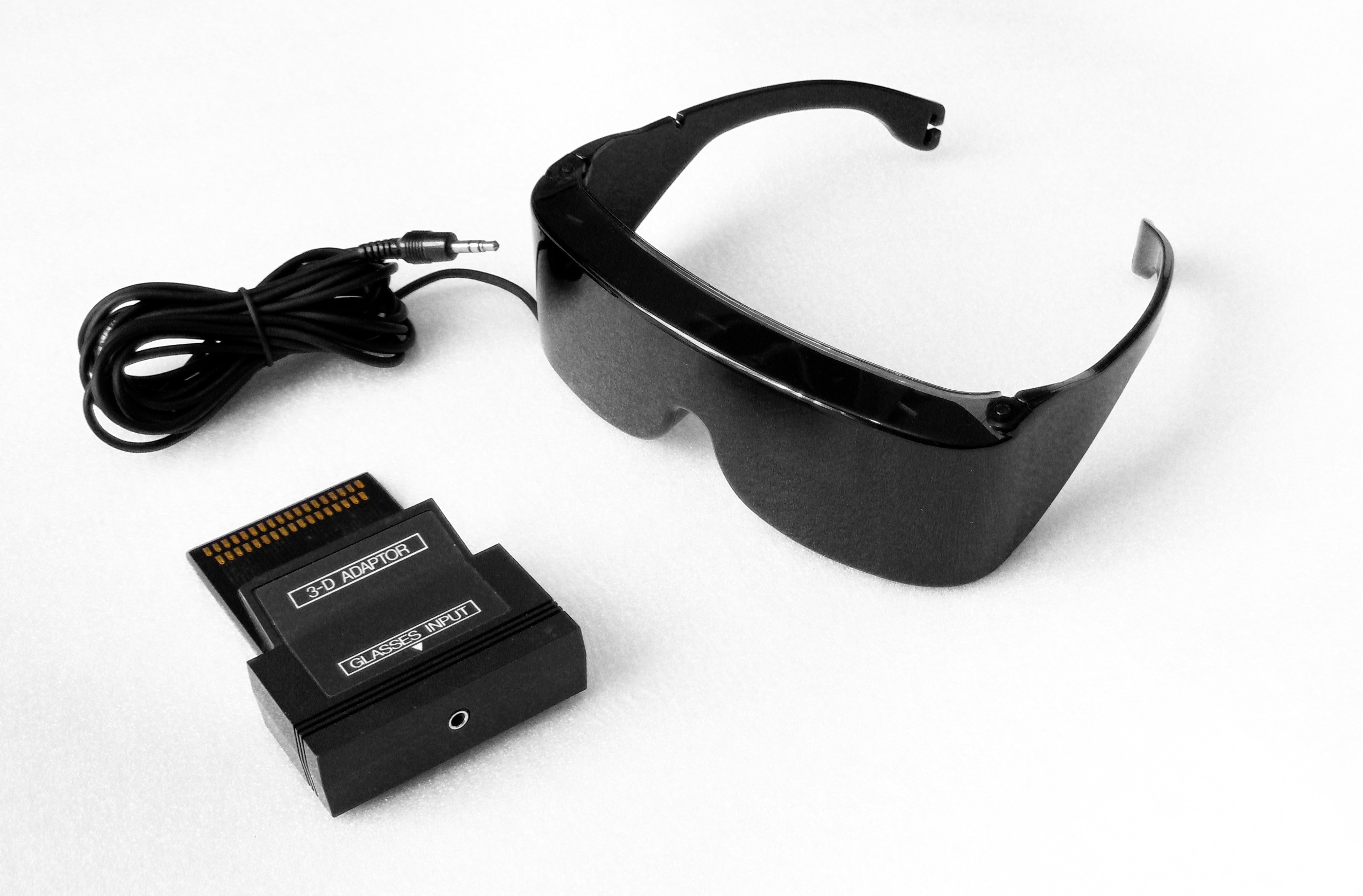
3D brýle

SegaScope 3-D brýle používaly malou LCD obrazovku rychle se měnící mezi levou a pravou čočkou, promítaly 2 různé obrázky synchronizované s TV k vytvoření stereoskopického 3D efektu. Stejná technika se používala s podobnými brýlemi pro některé 3-D filmy v kinech, i když tyto jsou většinou nahrazeny novými metodami které už nebudou pracovat s domácí TV. Je jen osm 3-D kompatibilních Master System her.
- Ovladač – 2 tlačítka, 6 tlačítek (velmi podobný Mega Drive ovladači, vyšel jen v Brazílii).
- Joystick - 2 tlačítka
- Light Phaser – nebyla kompatibilní s Mega Drive hrami.
- Sega Rapid Fire Unit - adaptér na rychlou střelbu.
- Sega Sports Pad
- Sega Handle Controller
- SG Commander

## Technické parametry
| Procesor:                     | Zilog Z80, 8 bitů při frekvenci 3.58 MHz |
| Koprocesor (Zvukový ovladač): | Texas Instruments SN76489                |
| Paměť:                        | 8 KB, video RAM: 16 KB                   |
| Zobrazovaných barev:          | 32                                       |
| Maximum zobrazených spritů:   | 64                                       |
| Rozlišení:                    | 256×192, 256×224 a 256×240               |
| Zvuk:                         | Yamaha YM2413, mono zvuk                 |